# Jison-in

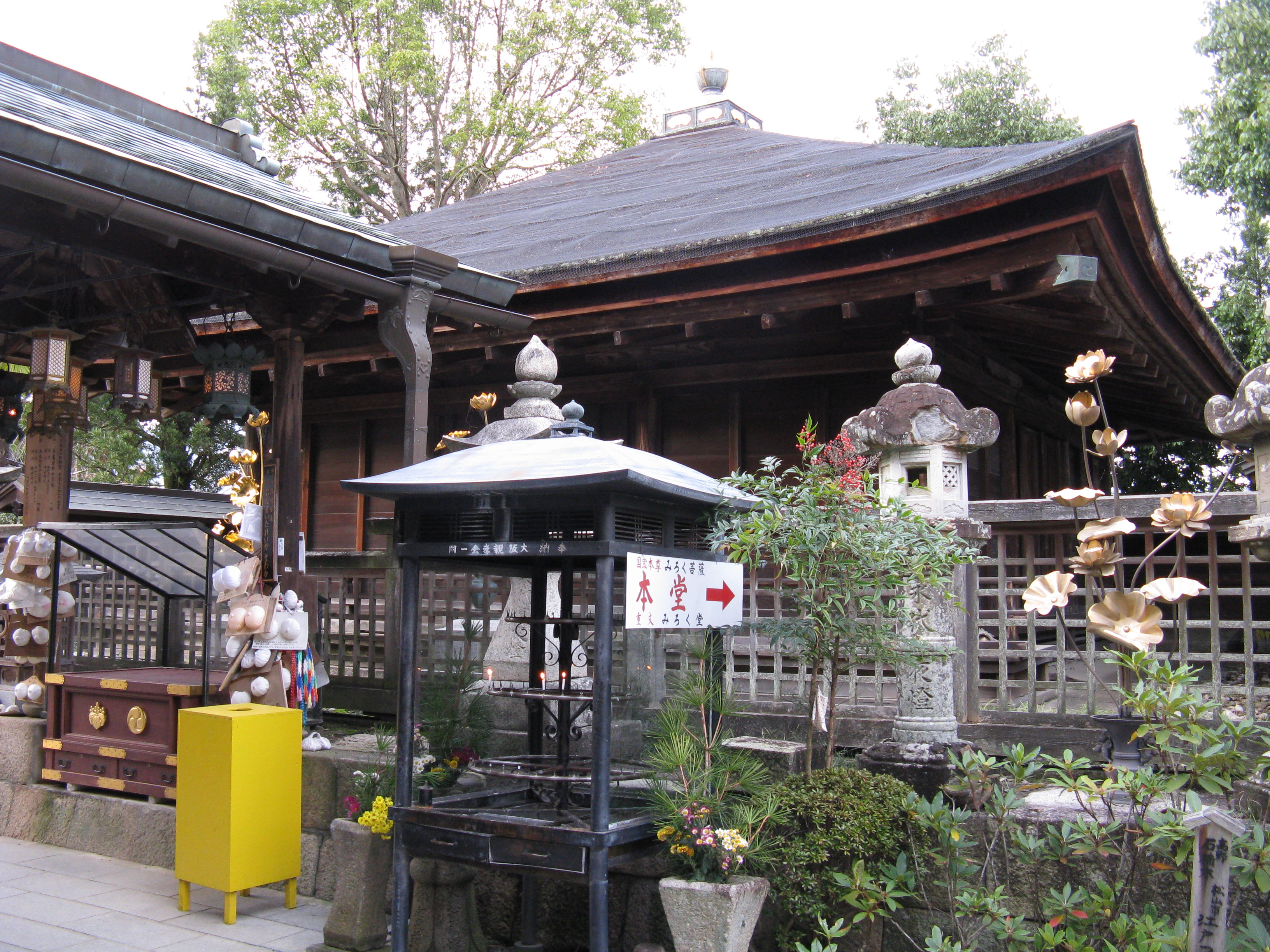
Le hondō du Jison-in.

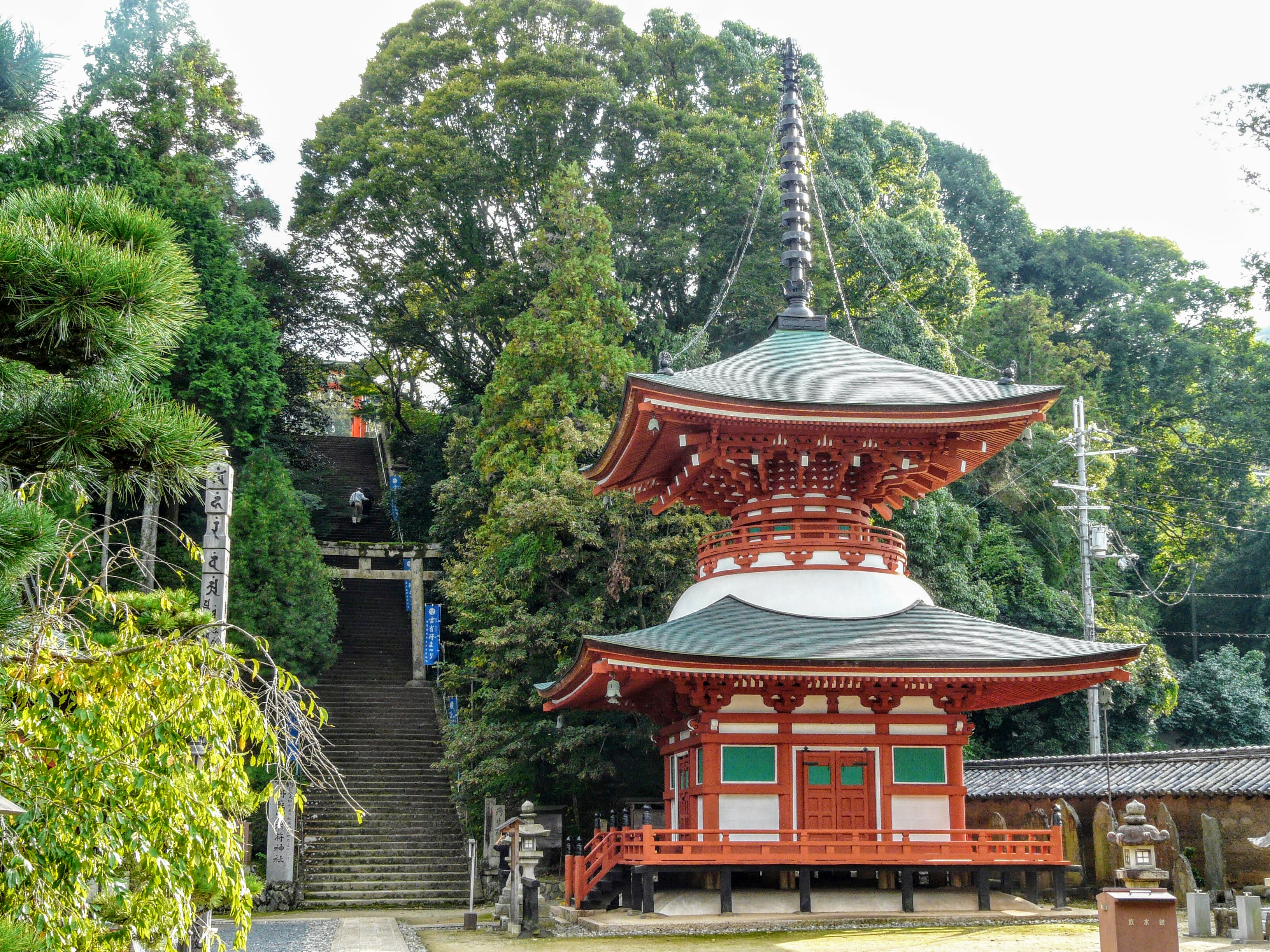
Le tahōtō du Jison-in.

Jison-in (慈尊院) est un temple bouddhiste japonais situé à Kudoyama dans la préfecture de Wakayama, qui marque le début de la route du pèlerinage Koyasan. Il fait partie des sites sacrés et chemins de pèlerinage dans les monts Kii de la liste du patrimoine mondial de l'UNESCO.

## Description
Le complexe de Koyasan comprend :
- le Kongōbu-ji, construit par Kūkai en 816 comme l'étape principale du bouddhisme ésotérique sur un bassin montagneux à huit cents mètres d'altitude ;
- le Jison-in, construit comme une dépendance administrative pour faciliter la construction et la gestion de Kongōbu-ji ;
- le Niukanshōfu-jinja, construit comme « sanctuaire gardien » pour protéger la propriété Niukanshofu de Kongobu-ji ;
- le Niutsuhime-jinja, un sanctuaire shinto situé dans le bassin Amano entre Kongobu-ji et Jison-in. Étroitement lié à Koyasan, il consacre Koya Myōjin qui, selon la légende, a donné des terres à Kūkai quand celui-ci a choisi le complexe de Kongobu-ji, et Niu Myōjin qui l'a guidé.

Tous ces lieux saints sont reliés par la route du pèlerinage Kōyasan Choishimichi.